# Jeffrey Smart
Jeffrey Smart AO (* 26. Juli 1921 in Adelaide; † 20. Juni 2013 in Montevarchi) war ein australischer Künstler. Smart wollte ursprünglich Architekt werden, bevor er sich der Malerei zuwandte. Frühe Einflüsse waren für ihn Piero della Francesca und Cézanne. Zwischen 1937 und 1941 studierte er bei Ivor Hele, 1949 zog er nach Paris, wo er bei Fernand Léger studierte. Ab 1964 lebte Smart in Italien. 1999/2000 wurde ihm eine umfassende Retrospektive gewidmet.

## Belege
1. ↑  Australian Art Gallery, gesehen am 17. März 2010
2. ↑  Grove Dictionary of Art, gesehen am 17. März 2010